# Biton tunetanus tunetanus
Biton tunetanus tunetanus es una subespecie de arácnido  del orden Solifugae de la familia Daesiidae.

## Distribución geográfica
Se encuentra en Israel y el norte de África.